# TP Mazembe
Tout Puissant Mazembe, poprzednio znany jako Tout Puissant Englebert – klub piłkarski z Demokratycznej Republiki Konga, grający obecnie w pierwszej lidze, mający siedzibę w mieście Lubumbashi, drugim pod względem wielkości mieście kraju. Od 2011 domowe mecze rozgrywa na Stade TP Mazembe, mogącym pomieścić 18 500 widzów. Wcześniej grał na Stade Frederic Kibassa Maliba, o pojemności 35 000 widzów.

## Historia
Klub został założony w 1932 roku przez zakon Benedyktynów. Po zakończeniu II wojny światowej do nazwy klubu dodano człon Englebert, wywodzący się od nazwy sponsora, producenta opon. W swojej historii klub 11-krotnie wywalczył tytuł mistrza Demokratycznej Republiki Konga (dawniej Zairu) i pięciokrotnie zdobywał Puchar Demokratycznej Republiki Konga. 
W 1967 roku TP Englebert zdobył swoje pierwsze międzynarodowe trofeum - Puchar Mistrzów - dzięki zwycięstwu w finale nad ghańskim Asante Kotoko Kumasi (1:1, 2:2). W 1968 roku zespół znów wystąpił w finale Pucharu Mistrzów, i tym razem pokonał w nim togijski Étoile Filante de Lomé (5:0, 1:4). W kolejnych dwóch sezonach Englebert znów dochodził do finału rozgrywek o Puchar Mistrzów, jednak przegrywał w nim kolejno z egipskim Ismaily SC (2:2, 1:3) i Asante Kotoko (1:1, 1:2). W 1980 roku w finale Pucharze Zdobywców Pucharów pokonał po dwumeczu Africa Sports National Abidżan (3:1, 1:0).
Kolejny sukces w afrykańskich pucharach Mazembe osiągnął w 2009 roku. Dotarł do finału Ligi Mistrzów i wygrał w nim z nigeryjskim Heartland FC (1:2, 1:0). W tym samym roku zespół wystąpił w Klubowym Pucharze Świata 2009, w którym zajął 6. miejsce.
Podczas Klubowego Pucharu Świata 2010 dotarli do finału, w którym przegrali z włoskim Interem Mediolan 0:3. Pomimo zajęcia drugiego miejsca to największy sukces tego klubu.

## Sukcesy
- Klubowe mistrzostwa świata
  - Finalista : 2010

- Puchar Mistrzów/Liga Mistrzów: 4
  - Zwycięzca : 1967, 1968, 2009, 2010
  - Finalista : 1969, 1970

- Puchar Zdobywców Pucharów: 1
  - Zwycięzca : 1980

- Linafoot: 11
  - Mistrzostwo : 1966, 1967, 1969, 1976, 1987, 2000, 2001, 2006, 2007, 2009, 2011

- Coupe du Congo: 5
  - Zwycięzca : 1966, 1967, 1976, 1979, 2000
  - Finalista : 2003

- Kinshasa Provincial League (EPFKIN): 2
  - Zwycięzca : 2006, 2007

## Występy w afrykańskich pucharach
- Liga Mistrzów: 8 występów

2001 - faza grupowa
2002 - półfinał
2005 - runda wstępna
2007 - 2. runda
2008 - faza grupowa
2009 - zwycięstwo
2010 - zwycięstwo
2011 - dyskwalifikacja w fazie grupowej
- Puchar Mistrzów: 7 występów

1967: zwycięstwo
1968: zwycięstwo
1969: finał
1970: finał
1972: półfinał
1977: 1. runda
1988: 1. runda
- Afrykański Puchar Konfederacji: 3 występy

2004 - 1. runda
2006 - zdyskwalifikowany po 1. rundzie
2007 - faza grupowa
- Puchar CAF: 1 występ

2000 - 2. runda
- Puchar Zdobywców Pucharów: 2 występy

1980 - zwycięstwo
1981 - 2. runda
- Superpuchar Afryki: 2 występy

2010 - zwycięstwo
2011 - zwycięstwo

## Skład na sezon 2012
| Nr | Poz. | Piłkarz                |
| -- | ---- | ---------------------- |
| 1  | BR   | Muteba Kidiaba         |
| 2  | OB   | Joël Kimwaki           |
| 3  | OB   | Kilitcho Kasusula      |
| 4  | OB   | Eric Nkulukuta         |
| 5  | OB   | Serge Tshani           |
| 6  | NA   | Déo Kanda              |
| 7  | NA   | Hervé Ndonga Mianga    |
| 8  | NA   | Trésor Mputu (kapitan) |
| 9  | NA   | Cheibane Traore        |
| 10 | NA   | Given Singuluma        |
| 14 | PO   | Serge Lofo Bongeli     |
| 16 | PO   | Stophira Sunzu         |
| 17 | OB   | Hijani Himoonde        |
| 18 | PO   | Rainford Kalaba        |

| Nr | Poz. | Piłkarz               |
| -- | ---- | --------------------- |
| 19 | NA   | Abdoulaye Mohamed     |
| -  | NA   | Mbwana Aly Samata     |
| -  | NA   | Eric Bokanga          |
| -  | NA   | Eric Kanteng          |
| -  | NA   | Patient Mwepu         |
| 20 | OB   | Pamphile Mihayo       |
| 21 | BR   | Aimé Bakula           |
| 24 | PO   | Narcisse Ekanga       |
| 26 | PO   | Cheikh Sadibou Touré  |
| 27 | PO   | Ngandu Kasongo        |
| -  | OB   | Janvier Bensala       |
| -  | PO   | Patrick Ochan         |
| 30 | PO   | Guy Lusadisu Basisila |